# خراب (فلم)
خراب (بالإنجليزية: Havoc) هو فيلم دراما تم إنتاجه في الولايات المتحدة وألمانيا وصدر في سنة 2005. الفيلم من إخراج باربرا كوبل من بطولة آن هاثاواي وبيجو فيليبس ومايك فوغل.

## الممثلون
- شيري أبليبي بدور أماندا
- آن هاثاواي بدور آليسون لانغ
- بيجو فيليبس بدور إيميلي
- مايكل بين بدور ستيوارت لانغ
- جوزيف غوردون-ليفيت بدور سام

## الميزانية والإيرادات
بلغت تكلفة إنتاج الفيلم حوالي 9 ملايين دولار بينما حقق أرباحا تقدر بـ $371,000.

## وصلات خارجية
- مقالات تستعمل روابط فنية بلا صلة مع ويكي بيانات